# Já, chobotnice
Já, chobotnice je uměleckonaučná obrazová kniha pro děti a mládež, kterou napsala spisovatelka Magdalena Rutová. Vyšla v roce 2022, vydalo ji nakladatelství Baobab. Autorka v ní nejen popisuje (řeší) ekologické otázky týkající se zejména znečištění a chování k planetě Zemi, ale i další lidské nešvary. To vše očima hlavonožce – chobotnice. Celou knihou provází sama chobotnice, je tedy psána ich-formou. Obsahuje mnoho humorných pasáží (spojené s absurditou či osobními projevy chobotnice). Kniha získala ocenění Zlatá stuha a doporučení poroty v soutěži Magnesia Litera.

## Děj
Kniha je rozdělena do 13 kapitol, jenž vypráví o osamělé chobotnici, která se ze zvědavosti vydává na souš k lidem, aby poznala, jaké to je žít ve městě mezi lidmi, které obdivuje za to, kolik toho vynalezli. Jejich vynálezy (například mobilní telefony, knihy apod.) potkává totiž denně v oceánu.
V první kapitole se chobotnice popisuje svůj život v oceánu, jak se k ní dostávají různé věci, které lidé odhodí, čte si i různé knihy. Rozhodne se, že se vydá do světa lidí, aby je lépe poznala, oni taky o ní vědí hodně informací. V další kapitole se dostává na loď, která jí nakonec doveze do přístavu. Dlouhou dobu se schovává na dně lodi, než v noci se odváží a vyleze přímo na loď. Tam potká kapitána lodi, který se jí lekne a upustí telefon a kelímek na kávu do oceánu. V následující kapitole se už chobotnice dostává do přístavu, kde prozkoumává okolí. Vezme si kufr (zavazadlo) a vyšplhá se na jeden jeřáb, aby se porozhlédla po okolí a našla si ubytování. Nakonec si své ubytování (několikapatrový dům) sama postaví ze všeho možného, co najde kolem sebe (odpad).

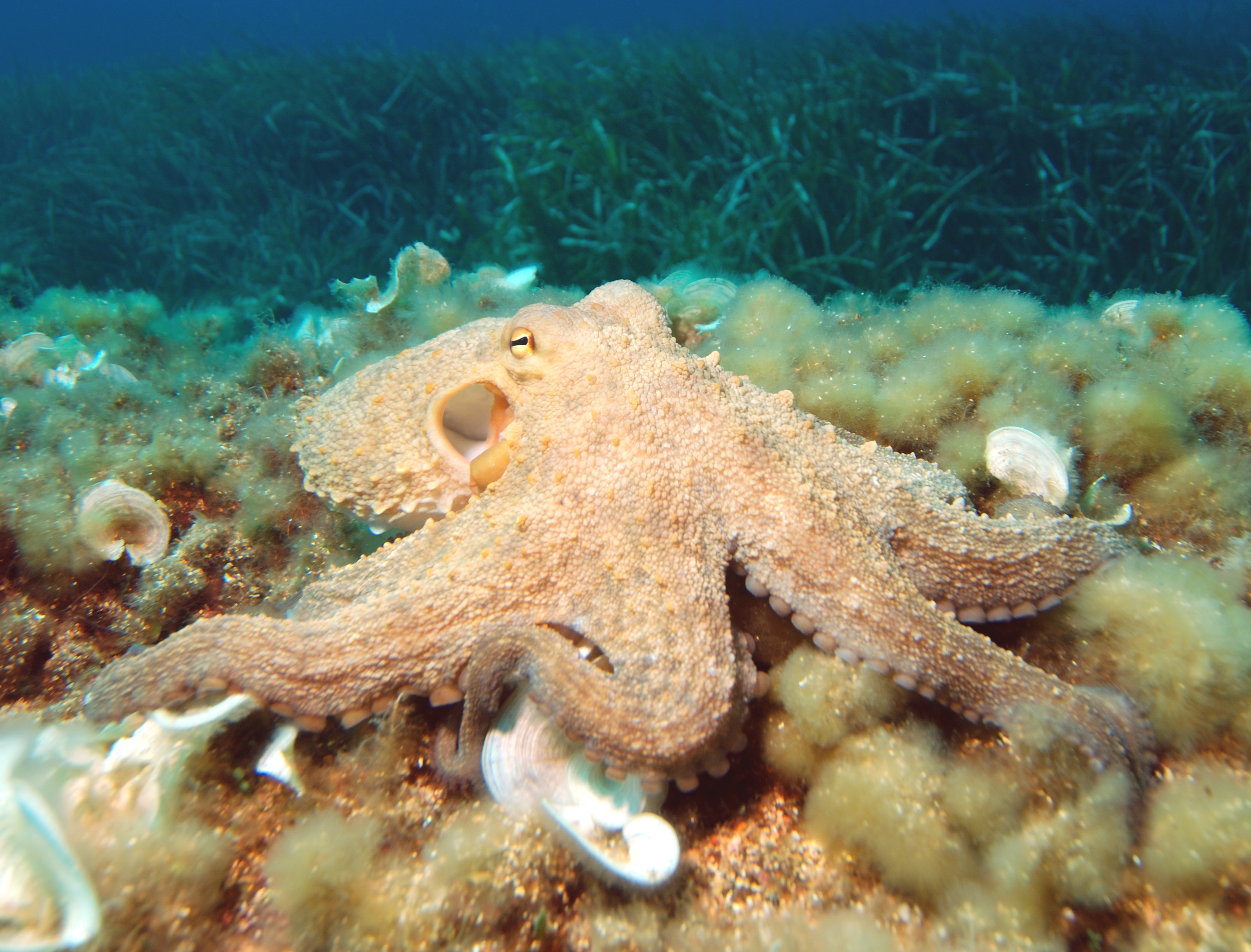
Chobotnice

V následujících kapitolách zažívá chobotnice, v návaznosti na události, různá dobrodružství. Díky postavení svého domu za noc se stala populární, dokonce je o ní napsán článek. Většina lidí si nejdříve myslela, že chobotnice je člověk, jen v kostýmu chobotnice. Proto se jí nikdo nebál. Chobotnice nejdříve navštíví banku, kde zrovna probíhá loupežné přepadení, zloději nakonec sebere zbraň a ten jí pomůže k návštěvě koncertu slavného zpěváka Big Boba. Ten se ale po druhé písni zraní, a chobotnice mu pomůže (zavolá sanitku a pak s ním i jede do nemocnice). V nemocnici ji ale chytí dva dospělí muži, kteří ji odvezou do zoologické zahrady. Tam si ale chobotnice promluví s paní ředitelkou a stráví v zoologické zahradě celý den. Nakonec zažije i konflikt v obchodě, kde si nakupuje mnoho jídla. Vše se ale v dobré obrátí, když se chobotnice vrátí k sobě domů, čeká tam na ni velké překvapení v podobě mnoha přátel. V noci ji pak navštíví mimozemšťané a nabídnou jí, že může s nimi odletět na jinou planetu (Mars). Chobotnice ale usoudí, že se jí mezi lidmi líbí, a proto u nich zůstane.

## Postavy
Hlavní postavu a vypravěčkou je chobotnice, která obdivuje svět lidí a chce ho více poznat. Mezi výrazné vedlejší postavy patří zloděj (který přepadnul banku), zpěvák Big Bob (jehož hudbu má chobotnice ráda), starší muž v supermarketu (který se na chobotnici zlobil), či dva neznámí muži (kteří chobotnici v nemocnici odchytili a přivezli do zoologické zahrady). 

## Přijetí díla a interpretace
Kniha je veřejností přijata velmi kladně, média poukazují na antropomorfizaci, kdy lidem (pomocí zvířete – v tomto případě chobotnice) nastavuje zrcadlo v jejich chování. Jitka Nešporová ve svém článku pro server iLiteratura.cz vypichuje zvláštnost této knihy, která spočívá v heslovité (zvýrazněné) sumarizaci každé kapitoly v zápatí. Rovněž se zmiňuje i o dostatku úvah, nad kterými se čtenář může zamyslet. Autorka článku ji představuje jako knihu, ve které je mnoho dadaistických situací, ale to hlavní poselství („mít rád“) je zachováno.
Recenze na webu Českého literárního centra ocenila autorčiny velkoformátové, suverénní a detailně promyšlené ilustrace, které poučný příběh vtipně dotvářejí.
Já, chobotnice získala ocenění Zlatá stuha v kategoriích Literární část (Původní česká slovesná tvorba – beletrie pro děti) a Výtvarná část (výtvarný počin roku) za rok 2023. V témže roce kniha získala také doporučení poroty v kategorii „Litera za knihu pro děti a mládež“ v soutěži Magnesia Litera.